# Dr. Slump
Dr. Slump (japanska: Dr. スランプ?, Dokutā Suranpu) är en mangaserie skriven och tecknad av Akira Toriyama. Den gavs ut av Shueisha åren 1980–1984 i magasinet Shūkan Shōnen Jump. Kapitlen samlades i 18 utgåvor i pocketformat (tankōbon). Viz Media publicerade de engelskspråkiga utgåvorna. Serien handlar om flickan Arale Norimaki, som är en robot skapad av den galne uppfinnaren Senbei Norimaki, även kallad Dr. Slump.
Mangan gjordes till en anime, som bland annat översatts till spanska, katalanska, franska och italienska. Den inledande animen producerades 1981–86 i 243 avsnitt, varefter det kommit tio animerade långfilmer. 1997–99 producerades en andra animeserie om sammanlagt 74 avsnitt.
Dr. Slump blev Toriyamas genombrott och är en av hans första mangaserier. Den har sålts i över 35 miljoner exemplar i Japan.